# Катран татарский
Катра́н тата́рский (лат. Crámbe tatárica) — вид многолетних растений рода Катран (Crambe) семейства Капустные (Brassicales). Написание научного латинского видового эпитета встречается в форме tataria.

## Распространение и экология
Редкий южноевропейско-средиземноморский вид, произрастает в Австрии, Чехии, Словакии, Румынии, Болгарии, Турции.
На территории России встречается в южных лесостепных и степных районах и на севере луговых степей европейской части; в Западной Сибири, предгорьях Кавказа, Дагестане.
Растёт на степных участках, склонах, где приурочен к меловым и каменисто-известняковым обнажениям, редко в лесостепных районах.
Катран татарский внесён в Красную книгу Молдавии.

## Ботаническое описание
Многолетний сизо-зелёный кустарник, часто типа «перекати-поле».
Корень в верхней части утолщённый, мясистый.
Стебель почти до основания очень ветвистый, высотой 60—100 см.
Прикорневые листья большие, черешковые, глубоко двоякоперисторазделъные, с продолговатыми и линейно-продолговатыми зубчатыми долями, ланцетные, цельные.
Цветки белые. Соцветие большое, раскидистое, широкометельчатое. 
Плод — почти шаровидный голый стручок. Семена шаровидные, мелкие. 
Цветёт в апреле — мае. Плодоносит в июне — июле.

## Растительное сырьё
В семенах содержится жирное масло (до 14 %), в корнях много крахмала, сахаров, богатый набор витаминов — аскорбиновая кислота, тиамин, рибофлавин, никотиновая кислота, рутин, а также минеральные соли.

## Значение и применение
Всё растение съедобно. По вкусовым и питательным качествам катран приближается к хрену. Корни широко используются в кулинарии в сыром и консервированном виде в различных соусах, салатах и при засолке огурцов; их применяют также для изготовления хрена столового. Кроме того, весной в пищу употребляют молодые отростки, мясистые побеги и листья как спаржу или салат; их маринуют и солят.
Молодые стебли катрана в Каменной степи и Воронежской области собирались населением мешками как овощ, который ели сырым и варили как капусту. Отвар корней считался укрепляющим для детей.
Жирное масло из семян пригодно для мыловарения. Его также употребляют в пищу, несмотря на горьковатый вкус, напоминающий вкус рыжикового масла.
Растение обладает фитонцидными свойствами.
Удовлетворительно поедается козами, овцами, крупно рогатым скотом. В сене поедается хорошо.

## Классификация

### Таксономия[6]
Crambe tatarica Sebeók, 1799, Tataria Hung. : 7
Вид Катран татарский относится к роду Катран (растение) (Crambe) семейства Капустные (Brassicaceae) порядка Капустоцветные (Brassicales). Кладограмма в соответствии с Системой APG IV по состоянию на июнь 2023 года:
|  |                                      |  |                                   |                                   |                     |  | ещё 16 семейств | ещё 16 семейств |                       |  |                         |  | еще 37 подтвержденных видов и 1 вид, ожидающий подтверждения | еще 37 подтвержденных видов и 1 вид, ожидающий подтверждения |  |
|  |                                      |  |                                   |                                   |                     |  | ещё 16 семейств | ещё 16 семейств |                       |  |                         |  | еще 37 подтвержденных видов и 1 вид, ожидающий подтверждения | еще 37 подтвержденных видов и 1 вид, ожидающий подтверждения |  |
|  |                                      |  |                                   | порядок Капустоцветные            |                     |  |                 |                 | род Катран (растение) |  |                         |  |                                                              |                                                              |  |
|  |                                      |  |                                   | порядок Капустоцветные            |                     |  |                 |                 | род Катран (растение) |  | 2 внутривидовых таксона |  |                                                              |                                                              |  |
|  | отдел Цветковые, или Покрытосеменные |  |                                   |                                   | семейство Капустные |  |                 |                 | Катран татарский      |  |                         |  |                                                              |                                                              |  |
|  | отдел Цветковые, или Покрытосеменные |  |                                   |                                   |                     |  |                 |                 |                       |  |                         |  |                                                              |                                                              |  |
|  |                                      |  | ещё 63 порядка цветковых растений | ещё 63 порядка цветковых растений |                     |  |                 | ещё 354 рода    | ещё 354 рода          |  |                         |  |                                                              |                                                              |  |
|  |                                      |  |                                   | ещё 63 порядка цветковых растений |                     |  |                 |                 | ещё 354 рода          |  |                         |  |                                                              |                                                              |  |

### Внутривидовые таксоны
- Crambe tatarica var. aspera (M.Bieb.) Boiss. - Катран шершавый
- Crambe tatarica var. parviflora (Hub.-Mor. & Reese) Hedge & Hub.-Mor.

### Синонимы
- Crambe biebersteinii  Janka
- Crambe caspica  Raeusch.
- Crambe chlorocarpa  Kit.
- Crambe dionysopolysi  Prodán
- Crambe laciniata  Lam.
- Crambe laevis  Kit.
- Crambe pannonica  Hort.Par.  ex  Lam.
- Crambe putaria  Radde
- Crambe tatarica var. biebersteinii  (Janka) O.E.Schultz
- Crambe tatarica var. hungarica  DC.
- Crambe tatarica var. taurica  DC.
- Crambe wolgensis  Litv.  ex  Gross